# Passage-Verlag
Der Passage-Verlag ist ein in Leipzig ansässiger Verlag, der im Jahre 1990 gegründet wurde. Unabhängig vom Passage Verlag besteht der in Wien ansässige Passagen Verlag.

## Programm
Der Verlag ist auf die Themenbereiche Kunst, Architektur, Kultur- und Geisteswissenschaften sowie regionale Themen ausgerichtet. Auch Belletristik, hier vor allem Lyrik und erzählende Literatur, gehört zum Spektrum des Verlages. Desgleichen wird das Kulturmagazin Leipziger Blätter im Passage-Verlag publiziert.